# Episodi di Phil dal futuro (seconda stagione)
La seconda stagione della serie televisiva Phil dal futuro è stata trasmessa in prima visione su Disney Channel dal 25 giugno 2005 al 19 agosto 2006. In Italia il telefilm è stato mandato in onda in esclusiva da Disney Channel Italia dal 31 gennaio al 2 marzo 2007 e, in seguito, in prima TV in chiaro su Italia 1 dal 2009. In tutte le trasmissioni televisive italiane è stato saltato il dodicesimo episodio.
| nº | Titolo originale                   | Titolo italiano                 | Prima TV USA      | Prima TV Italia  |
| -- | ---------------------------------- | ------------------------------- | ----------------- | ---------------- |
| 1  | Versa Day                          | Scambio di corpi                | 25 giugno 2005    | 31 gennaio 2007  |
| 2  | Virtu-Date                         | Appuntamento virtuale           | 26 giugno 2005    | 1º febbraio 2007 |
| 3  | The Giggle                         | Lo sbirciatore                  | 9 luglio 2005     | 2 febbraio 2007  |
| 4  | Dinner Time                        | Il nuovo vicino                 | 24 luglio 2005    | 5 febbraio 2007  |
| 5  | Tia, Via, or Me... Uhh             | Una nuova amica                 | 5 agosto 2005     | 6 febbraio 2007  |
| 6  | Get Ready to Go-Go                 | Il ballo                        | 5 agosto 2005     | 7 febbraio 2007  |
| 7  | Phil Without A Future              | Phil senza un futuro            | 21 agosto 2005    | 8 febbraio 2007  |
| 8  | Time Release Capsule               | La capsula del tempo            | 27 agosto 2005    | 9 febbraio 2007  |
| 9  | Mummy's Boy                        | Visita al museo                 | 9 settembre 2005  | 12 febbraio 2007 |
| 10 | Maybe-Sitting                      | Babysitters per un giorno       | 23 settembre 2005 | 13 febbraio 2007 |
| 11 | Good Phil Hunting                  | Matematica avanzata             | 30 settembre 2005 | 14 febbraio 2007 |
| 12 | Pim-Cipal                          | Pim preside per un giorno       | 21 ottobre 2005   | inedito          |
| 13 | Phil of the Garage                 | Phil nel garage                 | 11 novembre 2005  | 16 febbraio 2007 |
| 14 | It's a Wonder-Phil Life            | Segreti svelati                 | 27 novembre 2005  | 19 febbraio 2007 |
| 15 | Christmas Break                    | Il Natale distrutto             | 2 dicembre 2005   | 20 febbraio 2007 |
| 16 | Stuck in the Meddle With You       | Affari di cuore                 | 6 gennaio 2006    | 21 febbraio 2007 |
| 17 | Broadcast Blues                    | L'angolo di Keely               | 24 marzo 2006     | 22 febbraio 2007 |
| 18 | Happy Nirday                       | Il compleanno di Keely          | 31 marzo 2006     | 23 febbraio 2007 |
| 19 | Ill of the Future                  | La verdemia                     | 24 giugno 2006    | 26 febbraio 2007 |
| 20 | Where is the Wizard?               | Il magi-coso scomparso          | 7 luglio 2006     | 27 febbraio 2007 |
| 21 | Not-So-Great Great Great Grandpa   | Antenati nel 2006               | 11 agosto 2006    | 28 febbraio 2007 |
| 22 | Back to the Future (Not the Movie) | Ritorno al futuro (non il film) | 19 agosto 2006    | 2 marzo 2007     |

## Scambio di corpi
- Titolo originale: Versa Day
- Diretto da: Matthew Diamond
- Scritto da: Roger S.H. Schulman

### Trama
Phil porta Keely a fare un viaggio del tempo virtuale. Il ragazzo però diventa geloso, quando un robot di nome Robby fa delle tenerezze alla ragazza.
- Guest star: Spencer Locke (Candida), Dossett March (Robby).
- Note: Season Première (apertura di stagione); fin da questo stesso episodio si possono notare alcuni cambiamenti rispetto alla prima stagione: in primo luogo l'uso di una pellicola digitale che rende il colore (e gli effetti speciali) molto più "vivi" rispetto al passato. Inoltre, da questo episodio e per tutto il resto della stagione, la serie si occuperà dell'evoluzione dell'amicizia tra Phil e Keely che diventerà sempre più una vera e propria relazione sentimentale; infine i personaggi secondari vengono praticamente sostituiti del tutto ad eccezione di J. P. Manoux che mantiene i suoi due ruoli del vicepreside Hackett e del cavernicolo Curtis.

## Appuntamento virtuale
- Titolo originale: Virtu-Date
- Diretto da: Fred Savage
- Scritto da: Michael Curtis e Roger S.H. Schulman

### Trama
In seguito a dei litigi, Lloyd decide di scambiare i corpi di Phil e Pim.
- Guest star: J. P. Manoux (Curtis), Cathy Cahn (Mrs. Feinstein), Spencer Locke (Candida), Sean Michael (Lyle), Donna Pieroni (Henrietta), Nikki Soohoo (Fiona), Kevin West (Mr.Angst)

## Lo sbirciatore
- Titolo originale: The Giggle
- Diretto da: David Kendall
- Scritto da: Bill Canterbury

### Trama
Phil e, soprattutto, Keely devono passare un difficile test per essere ammessi al club di giornalismo. Così i due studiano intensamente tutto il giorno superando la prova brillantemente.
Phil mostra a Keely uno strumento in grado di sbirciare nel futuro scoprendo così quello che accadrà alla sua amica. Entrambi si accorgeranno però che il futuro può cambiare, quindi decidono di diventare loro stessi fautori del proprio destino.

## Il nuovo vicino
- Titolo originale: Dinner Time
- Diretto da: Henry Chan
- Scritto da: Julie Sherman Wolfe

### Trama
Dopo che il preside Hackett è diventato vicino dei Diffy, Phil decide di organizzare una cena e fargli sembrare che lui e la sua famiglia sono solamente una tipica famiglia americana.
- Note: Da questo episodio il vicepreside Hackett si trasferisce vicino ai Diffy rendendo la situazione molto più "rischiosa ed appassionante" in quanto i Diffy ne dovranno inventare di tutti i colori per nascondere il loro segreto.

## Una nuova amica
- Titolo originale: Tia, Via, or Me... Uhh
- Diretto da: David Kendall
- Scritto da: Ivan Menchell

### Trama
Phil conosce una nuova ragazza: Via. Il ragazzo stufo delle possessioni di Keely, gliela fa conoscere.
- Note: In questo episodio finalmente viene spiegata l'assenza (da diversi episodi) della migliore amica di Keely ovvero Tia (Brenda Song); nell'episodio si viene a sapere che la ragazza è partita, ma nella realtà Brenda ha lasciato la serie per vestire il ruolo più importante della viziata London Tipton nella nuova serie di Disney Channel, Zack e Cody al Grand Hotel.

## Il ballo
- Titolo originale: Get Ready to Go-Go
- Diretto da: Jace Alexander
- Scritto da: Sharon A. Wong e Masha Tivyan

### Trama
Phil e Keely andranno al ballo scolastico insieme, ma c'è un imprevisto: Lloyd ha aggiustato la macchina del tempo e la famiglia Diffy partirà proprio il giorno della festa.

## Phil senza un futuro
- Titolo originale: Phil Without A Future
- Diretto da: Savage Steve Holland
- Scritto da: Masha Tivyan e Sharon A. Wong

### Trama
È il giorno delle carriere e Phil non sa davvero cosa diventare da grande. C'è qualcun altro che però ha le idee chiare: Keely diventerà una reporter mentre Pim diventerà una guardia.

## La capsula del tempo
- Titolo originale: Time Release Capsule
- Diretto da: Fred Savage
- Scritto da: Michael Curtis

### Trama
A Lloyd viene un'idea: scrivere su un foglio le istruzioni che dovrà seguire Lloyd del futuro e metterle nella capsula del tempo che stanno per seppellire alla H.G. Wells.

## Visita al museo
- Titolo originale: Mummy's Boy
- Diretto da: Fred Savage
- Scritto da: Dan Fybel e Rich Rinaldi

### Trama
Phil ritrova un pezzo della macchina del tempo sulla mano di un manichino preistorico. Ad aiutarlo c'è Curtis.

## Babysitters per un giorno
- Titolo originale: Maybe-Sitting
- Diretto da: Fred Savage
- Scritto da: Ivan Menchell

### Trama
Phil e Keely devono badare al piccolo nipote del loro insegnante di scuola. Il problema è che Phil per sbaglio usa un marchingegno del futuro che lo riporta all'età di un bambino dell'asilo, mantenendo però il suo aspetto da sedicenne.
- Guest star: Josh Flitter (Nathan)

## Matematica avanzata
- Titolo originale: Good Phil Hunting
- Diretto da: Andrew Tsao
- Scritto da: Peter Tibbals ed Eric Goldberg

### Trama
Keely risponde accidentalmente ad una difficile domanda di Matematica e il suo professore, il signor Hackett, la vuole a tutti i costi nel club di algebra.

## Pim preside per un giorno[2]
- Titolo originale: Pim-Cipal
- Diretto da: David Kendall
- Scritto da: Douglas Tuber e Tim Maile

### Trama
Pim abusa dei suoi fantomatici "poteri" per diventare preside della scuola.

## Phil nel garage
- Titolo originale: Phil of the Garage
- Diretto da: Roger S.H. Schulman
- Scritto da: Roger S.H. Schulman

### Trama
Phil è stanco dell'abuso della sua stanza da parte di tutta la sua famiglia. Decide così di trasferirsi in garage: si sentirà solamente triste e solo.

## Segreti svelati
- Titolo originale: It's a Wonder-Phil Life
- Diretto da: Douglas Tuber
- Scritto da: Ivan Menchell

### Trama
Phil rivela al vicepreside Hackett di provenire dal futuro. In breve tempo, la notizia si diffonde e i Diffy diventano celebrità internazionali.

## Il Natale distrutto
- Titolo originale: Christmas Break
- Diretto da: Fred Savage
- Scritto da: Julie Sherman Wolfe

### Trama
Natale è nell'aria e Phil ricorda insieme alla sua famiglia cosa fecero il primo giorno che atterrarono nella nostra epoca...

## Affari di cuore
- Titolo originale: Stuck in the Meddle With You
- Diretto da: Fred Savage
- Scritto da: Ivan Menchell

### Trama
Keely vuole che due suoi compagni di classe, che non sono affatto attratti tra di loro, si mettano insieme. Con l'aiuto di Phil organizzano una cena all'aperto in casa Diffy. 

## L'angolo di Keely
- Titolo originale: Broadcast Blues
- Diretto da: Fred Savage
- Scritto da: David Steven Cohen

### Trama
Pim fa salire vertiginosamente gli ascolti della trasmissione scolastica condotta da Keely, trasformandola però in una vera e propria televendita.

## Il compleanno di Keely
- Titolo originale: Happy Nirday
- Diretto da: Christopher Erskin
- Scritto da: Wayne Stamps

### Trama
Lo scorso anno Phil si scordò del compleanno di Keely. Quest'anno vuole rimediare al danno dell'anno scorso facendo un giro sullo skyak. Ma Lloyd leva tutte le batterie di alimentazione dei gadget futuristici cercando, per l'ennesima volta, di aggiustare la macchina del tempo.

## La verdemia
- Titolo originale: Ill of the Future
- Diretto da: Henry Chan
- Scritto da: Bill Canterbury

### Trama
La famiglia Diffy si prende una malattia del futuro che fa cambiare totalmente le personalità e fa diventare la pelle verde...

## Il magi-coso scomparso
- Titolo originale: Where's The Wizard?
- Diretto da: J.P. Manoux
- Scritto da: Michelle Wendt e Kimberly Kessler

### Trama
Phil ha perso il suo magi-coso. Con l'aiuto di Keely, di sua sorella e del suo magi-coso riusciranno a trovarlo. L'aveva preso il preside Hackett.

## Antenati nel 2006
- Titolo originale: Not-So-Great Great Great Grandpa
- Diretto da: Fred Savage
- Scritto da: Ivan Menchell

### Trama
Phil scopre che il nuovo arrivato della scuola è il suo bis bis nonno.

## Ritorno al futuro (non il film)
- Titolo originale: Back to the Future (Not the Movie)
- Diretto da: Michael Curtis
- Scritto da: Michael Curtis e Roger S.H. Schulman

### Trama
Dopo esserselo nascosto per molto tempo, Phil e Keely si dichiarano e si fidanzano. Ma sfortunatamente Lloyd ha aggiustato la macchina del tempo e la famiglia Diffy deve tornare nel 2121.